# 周台子乡
周台子乡是中国陕西省榆林市定边县下辖的一个乡。

## 行政区划
周台子乡下辖以下行政区：
周台子村、公布井村、金鸡湾村、东梁村、大水村、贾圈村、东畔村、杨凤渠子村、王圈村、小份子村、伊涝湾村、西畔村